# Guerra de Shifta
La Guerra de Shifta (1963-1967) fue un conflicto secesionista en el que los somalíes de la provincia nororiental de Kenia, antes Distrito de la Frontera Norte (NFD), una región que es y que históricamente ha sido habitada casi exclusivamente por la etnia somalí, intentaron unirse al resto de los somalíes en una Gran Somalia. El gobierno keniano denominó al conflicto Guerra de Shifta, que significa "bandido" en somalí, con intenciones propagandísticas. El movimiento de contrainsurgencia Unidades de Servicio General (GSU en inglés) forzaron a los civiles a alojarse en "aldeas protegidas", campos de concentración en definitiva, al tiempo que mataron a gran parte de la cabaña de los somalíes que se dedicaban al pastoreo. La guerra concluyó a finales del verano de 1967 cuando Muhammad Haji Ibrahim Egal, Primer ministro de la República Somalí, firmó un alto el fuego con Kenia. Sin embargo, la violencia en el país se deterioró, derivando durante las décadas siguientes en un bandolerismo desorganizado con episodios ocasionales de agitación secesionista. La guerra y las medidas drásticas impuestas por el gobierno keniano provocaron graves trastornos a gran escala que provocaron un cambio del modo de vida trashumante a formas de vida más sedentarias y urbanas. 

## Contexto histórico
Durante gran parte del siglo XX, El Distrito Fronterizo Norte (NFD en las siglas en inglés) formó parte del África Oriental Británica. Desde 1926 hasta 1934, el NFD, que comprendía la Provincia nororiental de Kenia y los distritos de Marsabit, Moyale e Isiolo, estuvo cerrado por las autoridades coloniales británicas y la entrada y salida del territorio solo era posible mediante el uso de "pases". A pesar de estas restricciones, el pastoreo resultaba apropiado para las condiciones de aridez y los residentes no somalíes, que representaban una pequeña fracción de la población de la región disfrutaban de una relativa prosperidad, mientras que los agricultores de etnia somalí permanecían en niveles de subdesarrollo.[cita requerida] En 1953, el antropólogo John Baxter afirmó lo siguiente:

Los borana y los sakuye estaban bien alimentados y vestidos y, aunque la vida trashumante es de una gran exigencia física, la gente llevaba una vida digna y satisfecha... Resultaba obvio que habían estado prosperando durante años. En 1940, el Comisionado de Distrito en su Informe de Transferencia hacia el siguiente comentario: "Los Ewaso Boran, por culpa de la riqueza y la vida acomodaticia, se han convertido en un grupo indolente y cobarde ".

El 26 de junio de 1960, cuatro días antes de conceder la independencia a la Somalilandia Británica, el gobierno británico declaró que todas las áreas somalíes tendrían que ser unificadas en una región administrativa. Sin embargo, tras la disolución de las colonias británicas en África oriental, Gran Bretaña cedió la administración del Distrito de la Frontera Norte a los nacionalistas kenianos a pesar de estos dos argumentos: a) un plebiscito informal que mostraba un deseo abrumador de la población de la región de unirse a la recientemente constituida República de Somalia, y b) el hecho de que el NFD estaba habitado casi exclusivamente por la etnia somalí. 

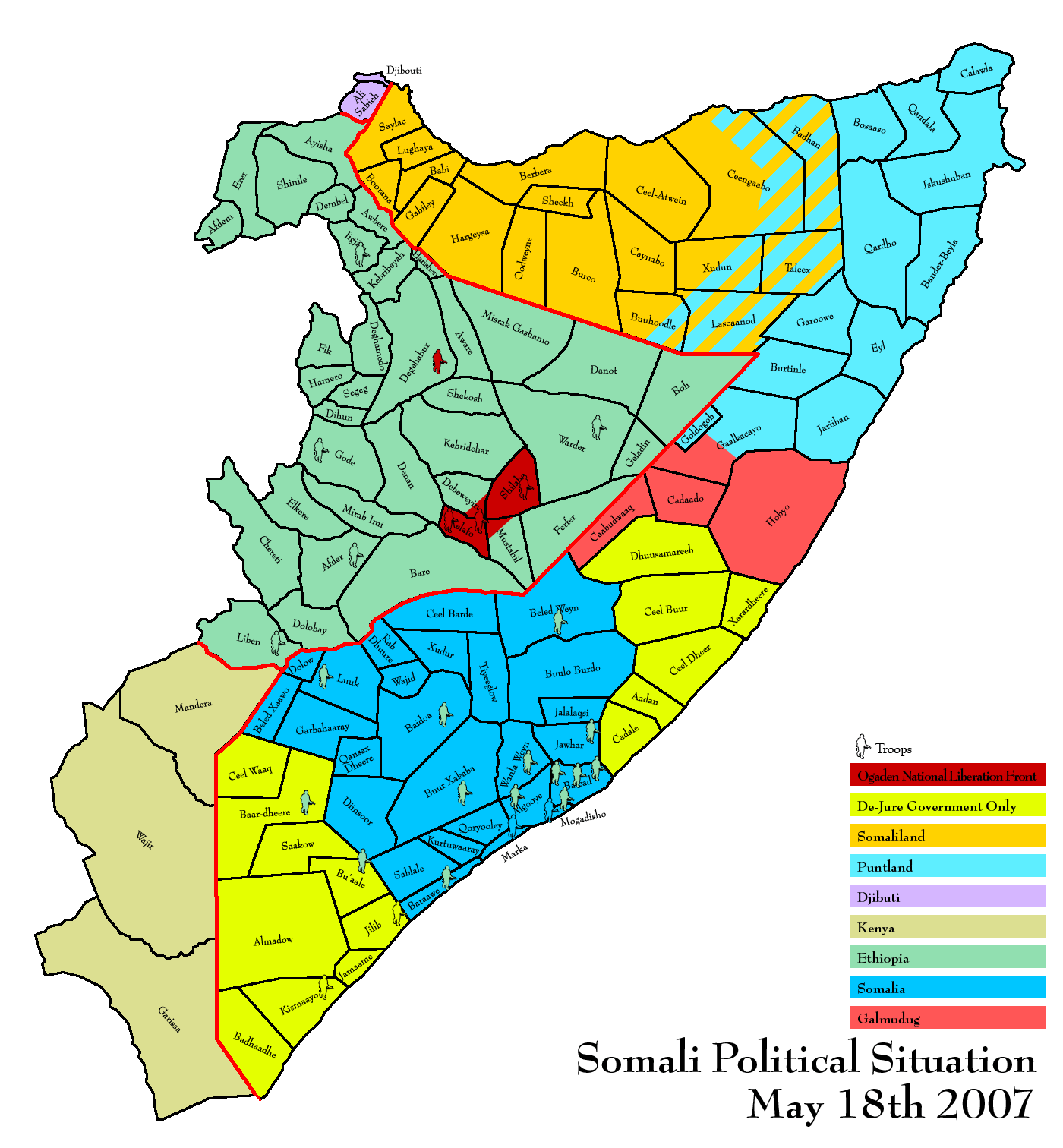
Territorios donde habita la etnia somalí.

En la víspera de la independencia de Kenia en agosto de 1963, los dirigentes británicos se dieron cuenta tarde de que la nueva administración keniana no tenía intención de entregar las zonas históricamente habitadas por somalíes cuya jurisdicción se le acababa de ceder. Los representantes somalíes respondieron con el siguiente comunicado:

Era evidente que el gobierno británico no solo había engañado al gobierno somalí en el transcurso de los últimos 18 meses, sino que también ha animado a la gente de la provincia nororiental a creer falsamente que podía garantizar su derecho a la autodeterminación por medios legales y pacíficos.

Guiados por el Partido Progresista del Pueblo de la Provincia Norte (el NPPPP en inglés), los somalíes del NFD buscaron enérgicamente unirse a la República de Somalia al norte. En respuesta, el gobierno keniano promulgó una serie de medidas represivas diseñadas para frustrar sus esfuerzos:

Líderes somalíes fueron ingresados en prisión preventiva de manera rutinaria, donde permanecieron hasta bien entrados los años setenta. La provincia nororiental se cerró al acceso general (al igual que otras partes de Kenia) como "área de planificación" ( manifiestamente cerrada a todos los ajenos a la zona incluido parlamentarios, como medio de protección a los habitantes nómadas), haciendo muy difícil la obtención de noticias. Sin embargo, una serie de informaciones acusaban a los kenianos de asesinatos masivos de aldeas somalíes enteras y de establecer "aldeas protegidas", auténticos campos de concentración. El gobierno se negaba a reconocer los motivos irredentistas basados en la etnia de los somalies, y hacía continua referencia a un problema de shifta, bandolerismo, en la zona.

## El conflicto
La provincia entró en un periodo de escaramuzas entre el ejército de Kenia y los insurgentes del Movimiento de Liberación del Distrito de la Frontera Norte(o NFDLM en sus siglas en inglés) que contaba con apoyo de Somalia. Una de las consecuencias inmediatas fue la firma en 1964 de un Tratado de Defensa Mutua entre la administración de Jomo Kenyatta y el gobierno del Emperador etíope Haile Selassie I. El estallido de la revuelta de Bale en Etiopía en 1963 alertó tanto a Kenia como a Etiopía sobre la necesidad de cooperar a la hora de afrontar el irredentismo somalí. Sin embargo, el tratado tuvo poco efecto puesto que el ejército keniano no fue capaz de frenar el flujo de material militar para la guerrilla proveniente de Somalia.
Al comenzar la guerra, el gobierno declaró el estado de excepción. Con esto se autorizó a las fuerzas del orden a detener a sospechosos hasta 56 días sin juicio; a confiscar las propiedades de comunidades en represalia por actos violentos, y a restringir el derecho de reunión y circulación. Se creó una "zona prohibida" a lo largo de la frontera con Somalia, y se estableció la pena de muerte forzosa para todos aquellos en posesión de armas de fuego sin autorización. Se instituyeron "Juzgados Especiales" sin las garantías legales básicas. El noreste, declarado "distrito especial", fue objeto de un control desmesurado por parte del gobierno, que se arrogó la potestad de detener, arrestar y desplazar forzosamente a individuos o grupos,e igualmente de confiscar bienes y tierra. Aun así, en un intento de tranquilizar a la población, a la Voz de Kenia, la emisora de radio y televisión local, se le advirtió que no se refiriese al conflicto como "disputa fronteriza", mientras un comité especial del gobierno decidía si llamar a los rebeldes shiftas con tal de minimizar el origen político de la guerra.
Durante el transcurso de la guerra, aumentó la preocupación del nuevo gobierno keniano en lo relativo al creciente poder militar somalí. En el momento de la independencia, Somalia contaba con un débil ejército de 5000 efectivos, sin capacidad para injerencia alguna más allá de sus fronteras. No obstante, en 1963, el gobierno somalí solicitó ayuda de la Unión Soviética, cuya repuesta fue un préstamo de $32 millones. A finales de 1969, 800 oficiales somalíes habían recibido entrenamiento soviético, al mismo tiempo que el ejército había crecido hasta 23000 unidades bien equipadas. Al temor keniano de que la insurgencia pudiese sufrir una escalada hasta convertirse en una guerra abierta con un ejército regular somalí bien pertrechado se le unió la preocupación por la nueva táctica insurgente de plantar minas antipersona. En una carta del 29 de julio de 1966, el secretario de Defensa Permanente keniano Danson Mlamba advirtió al Secretario Permanente de Información y Radiodifusión Peter Gachathi lo siguiente:
Se dispara el número de bajas entre el ejército y la policía... y el último incidente, que mantenemos en silencio, en el que un Land Rover sufrió la explosión de una mina que mató a dos agentes y destruyó el vehículo es un asunto muy grave.
La reacción del gobierno keniano estuvo seguramente inspirada en los esfuerzos de contrainsurgencia llevados a cabo por los británicos durante el levantamiento Mau Mau, abanderada por los kikuyo, que ahora irónicamente dominaban el gobierno encabezado por el partido Unión Nacional Africana de Kenia. Gachathi mencionó que quizá deberían "tomar ejemplo de las operaciones británicas durante la emergencia por el movimiento Mau Mau, las cuales, estoy seguro de que estarán de acuerdo, fueron considerablemente efectivas". En 1967, el temor keniano se había desbocado, y constituyeron un comité especial de gobierno para preparar una guerra total contra Somalia. El gobierno adoptó una política de reasentamiento forzoso en la zona afectada por la guerra. En 1967, la población fue obligada a realojarse en 14 Manyattas, aldeas guardadas por el ejército (a las que algunos se referían como campos de concentración). El estudioso de África oriental Alex de Waal describió el resultado como "un asalto militar sobre todo un modo de vida transhumante", ya que se confiscó o se sacrificó un gran número de cabezas de ganado, en parte para evitar que la guerrilla pudiera aprovecharlas y en parte para forzar a la población a abandonar sus rebaños y desplazarse a las Manyattas. Arrojados a la indigencia de esta manera, muchos nómadas se convirtieron en una clase pobre urbana, mientras que los somalíes con educación de Kenia abandonaron el país. El gobierno también desalojó del poder a los sultanes dinásticos, los líderes tradicionales, en favor de jefes kenianos de menor rango de elección.
En 1967, el presidente de Zambia Kenneth Kaunda medió en unas conversaciones de paz entre el primer ministro somalí Mohamed Egal y Kenyatta. Estas conversaciones dieron su fruto en octubre de 1967, cuando los gobiernos de Kenia y Somalia firmaron un Memorando de Entendimiento (el Memorando de Arusha) que trajo consigo un alto el fuego oficial, aunque la seguridad en la región no se hizo patente hasta 1969. Tras el golpe de Estado de 1969 en Somalia, el nuevo líder militar Mohamed Siad Barre, abolió el memorando con tildándolo de corrupto e insatisfactorio.[cita requerida] Se considera que la estrategia de las Manyattas jugó un papel crucial en el fin de la insurgencia, aunque es igualmente posible que el gobierno somalí hubiese concluido que los beneficios potenciales de una guerra no compensaban su coste y riesgo. Aun así, Somalia no renunciaba a su aspiraciones territoriales de una Gran Somalia.

## Consecuencias
Al cesar temporalmente el apoyo a su movimiento de autodeterminación, muchos antiguos rebeldes retomaron la actividad del pastoreo.
El internamiento forzoso de los habitantes del Distrito Fronterizo Norte provocó a su vez una bifurcación económica de las otras minorías residentes. Los que disponían de más medios se diversificaron entre el comercio y la agricultura. Los que no disponían de tales medios tuvieron que emplearse como jornaleros, mientras que los más pobres se vieron reducidos a depender de la ayuda externa. El antropólogo John Baxter volvió a la pequeña aldea en el distrito de Isiolo en la que había realizado sus investigaciones en 1953, y tuvo el siguiente comentario acerca de las pocas tribus no somalíes que vivían en aquel tiempo junto a la mayoría somalí:
 En 1982, solo unos pocos afortunados podían subsistir ejerciendo el pastoreo. Un 40% de los Borana y los Sakuye del distrito se habían desplazado a aldeas chabolistas periurbanas en las nuevas administraciones municipales. Allí a duras penas logran mantenerse, en empleos precarios de gasolinera, dedicándose al menudeo de miraa, destilando alcohol ilegal, dedicándose a la prostitución o actividades similares.
La guerra, por lo tanto, marcó el principio de décadas de violentas campañas y medidas represivas por parte de la policía en el NFD acompañadas de alegaciones falsificadas y de insinuaciones nada sutiles por parte de los medios de comunicación culpando casi exclusivamente a los habitantes somalíes de bandidaje y otras felonías.
Un incidente especialmente violento, conocido como la masacre de Wagalla, ocurrió en 1984, cuando el comisionado provincial keniano ordenó a las fuerzas de seguridad reunir a 5000 hombres del clan somalí de los Degodia en la pista de aterrizaje de Wagalla, Wajir, después ordenó que abrieran fuego, y después que intentasen ocultar los cadáveres. En el año 2000, el gobierno admitió haber matado a 380 personas, aunque estimaciones independientes elevan la cifra por encima de las 2000.
No fue hasta finales del año 2000 con la llegada de la administración del Comisionado Provincial Mohammoud Saleh, un somalí, que hubo un descenso apreciable en las acciones violentas, atribuible en parte a la política de tolerancia cero de Saleh con los abusos por parte de las fuerzas de seguridad. Irónicamente, Saleh fue objetivo de la policía, ya que se le detuvo y multó varias veces a altas horas de la madrugada. Al vestir de paisano, a Saleh se le confundía con un habitante ordinario del NFD.